# Kung-Fu Master (Computerspiel)

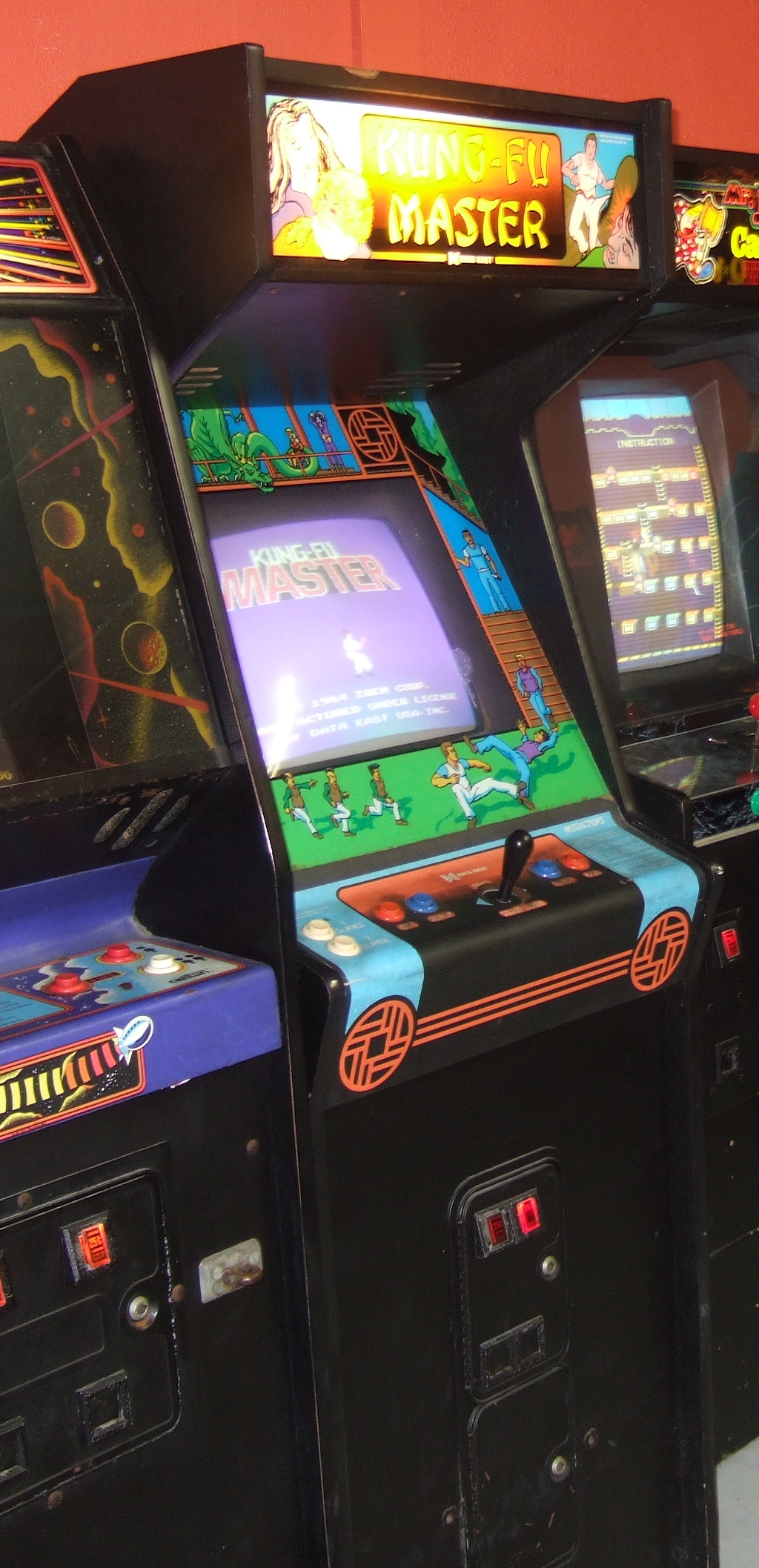
Arcade-Automat Kung-Fu Master

Titel-Logo im Arcade-Spiel

Brieftext des Arcade-Spiels nach Münzeinwurf. In der Originalgrafik sind links und rechts Hände, oben und unten Risse, sowie ein schwarzer Rahmen.

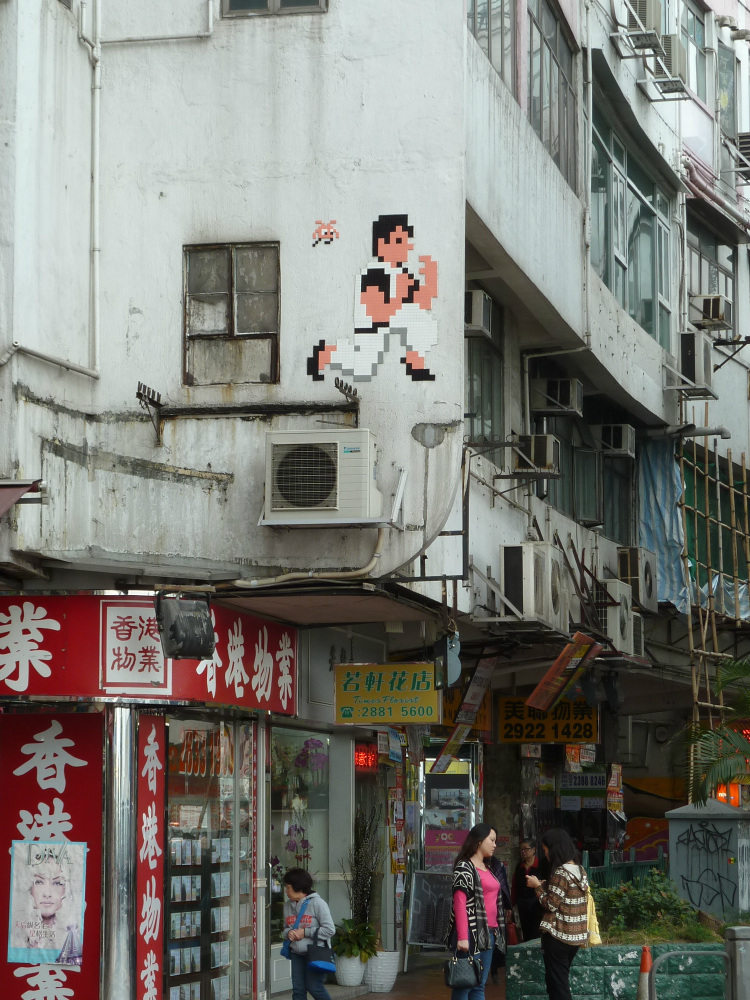
Charakter Thomas auf einer Fassade in Hong-Kong

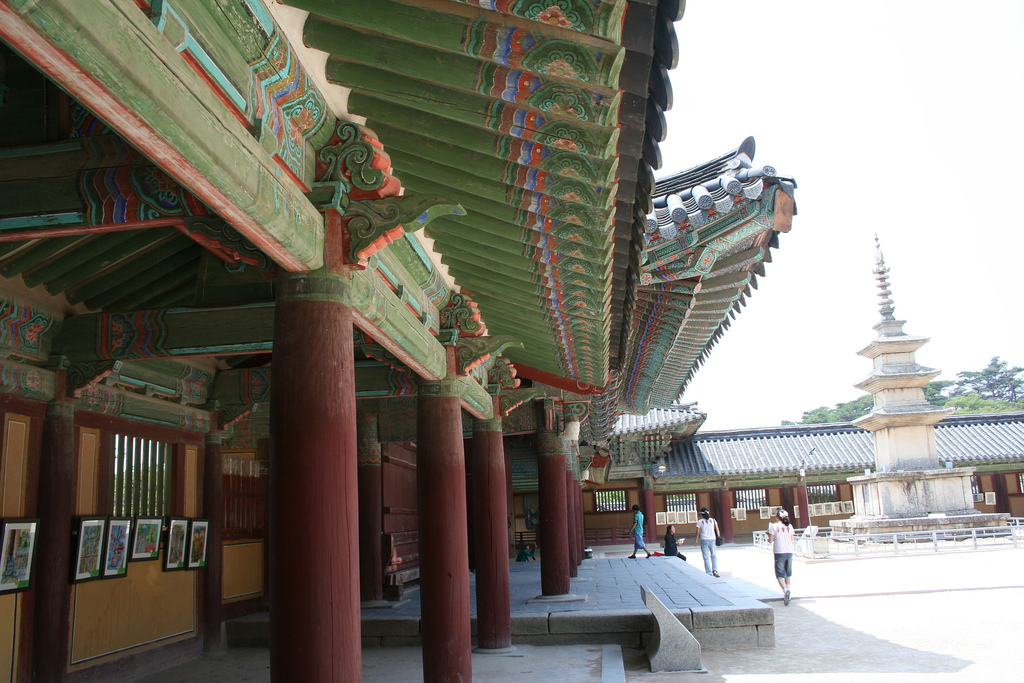
Ein südkoreanischer Tempel, ähnlich dem des Spiels. Die horizontale Perspektive entspricht dem rechten, hinteren Teil. Wie im Spiel gibt es ein grünes Dach und regelmäßig auftauchende rote Säulen.

Kung-Fu Master (jap. スパルタンX, Spartan X) ist ein Arcade-Spiel, das 1984 von der japanischen Irem Corporation entwickelt wurde. Es war das erste scrollende Beat-’em-up-Spiel und wird oft als Inspiration für spätere Genre-Erfolge wie Double Dragon genannt. In den USA wurde es unter Lizenz von Data East USA, Inc. vertrieben. Später folgten verschiedene Portierungen für die gängigsten Homecomputer, zum Beispiel den C64.
Kung-Fu Master gilt als eines der bekanntesten Kung-Fu-Spiele der damaligen Zeit. Zudem war es recht schwierig, denn es erforderte ein sehr gutes Reaktionsvermögen. Man konnte mit Händen und Füßen zuschlagen und springen; es umfasst fünf Levels.
Das Spiel basiert auf dem Bruce-Lee-Film „Mein letzter Kampf“ (Game of Death 1973/78), wurde aber 1984 zusammen mit dem Jackie-Chan-Film Kwai tsan tseh (deutscher Titel: Powerman) vermarktet und diesem angepasst. Film und Spiel tragen in Japan den Titel „Spartan X“.
Es gibt mehrere Spiele namens Spartan X, Kung Fu und Kung-Fu Master, die ein anderes Spielprinzip haben und umgekehrt (siehe Absatz Portierungen). Für das damals, insbesondere in Japan, verbreitete Heimcomputersystem MSX bzw. Spectravideo, wurden ab 1983 mehrere dieser Spiele veröffentlicht. Es existiert auch eine Version mit Handlung des Jackie-Chan-Films.
Der letzte offizielle Teil der Serie erschien 1991, jedoch existieren weitere Kompilationen, ähnliche Spiele, z. B. Jackie-Chan-Lizenz-Spiele, sowie Fanprojekte. Zuletzt wurde 2009 eine Windows-Version, ein inoffizieller Nachfolger der NES-Version programmiert.

## Spielverlauf
Der Spieler muss in der Gestalt des Protagonisten Thomas dessen Freundin Silvia retten, die vom Bösewicht Mr. X entführt wurde. Zu Beginn des Spiels hält Thomas einen Brief der Entführer in den Händen. Die Handlung des Spiels läuft in einer mehrstöckigen Pagode ab.
Der Spieler betrachtet das zweidimensional dargestellte Geschehen aus einer Seitenperspektive; die Spielfigur läuft auf dem Bildschirm zunächst von rechts nach links (in geraden Leveln in Gegenrichtung); dabei befindet sie sich stets an derselben Stelle auf dem Bildschirm, während die Spielumgebung nach rechts bzw. links scrollt. Von beiden Seiten kommen Gegner, die Thomas von beiden Seiten umklammern wollen und an dessen Lebenspunkten (diese wird als Balkenleiste am oberen Bildrand dargestellt) zehren; zum Abschütteln muss der Spieler den Joystick schnell nach links und rechts bewegen. Ferner gibt es Messerwerfer, die ihre Waffen in variierender Höhe werfen und denen die Spielfigur durch Ducken oder Springen ausweichen kann. In folgenden Leveln fallen Tonkrüge und Bälle von der Decke, aus denen Schlangen und feuerspeiende Drachen kommen, sowie explodierende Konfetti-Bälle; im späteren Verlauf (Level 4) kommen Mörderbienen aus ihren Waben und greifen Thomas an. Zwerge schlagen Purzelbäume und versuchen, die Spielfigur am Kopf zu treffen.
Jeder Level steht stellvertretend für ein Stockwerk der Pagode und ist zeitlich befristet. Am Ende jeder Etage stehen Endgegner. Wenn man sie tötet, kann man die Treppe zur nächsten Etage hochgehen. Nach dem Sieg über den letzten Endgegner im fünften Spielabschnitt beginnt das Spiel erneut auf einem höheren Schwierigkeitsgrad. Man erhält ein Drachensymbol, wenn man erstmals die fünf Etagen absolviert hat. Die Anzahl der Drachensymbole erhöht sich auf drei (am Beginn der vierten Runde) und fängt ab der fünften Runde zu blinken an.

## Endgegner
- Level 1: Stockkämpfer
- Level 2: Bumerangwerfer
- Level 3: Riese (Figur ist dem Basketballer Kareem Abdul-Jabbar nachempfunden)
- Level 4: Zauberer
- Level 5: Mr. X, links dahinter ist die am Stuhl gefesselte Silvia

Die 5 Etagen kennzeichnen die 5 verschiedenen Kampfstile. Auf der obersten steht „Jeet Kune Do“. Mr. X trägt den gleichen gelben Anzug wie Bruce Lee. Somit kämpft er praktisch gegen sich selbst.

## Steuerung
Das Spiel wird mit einem Joystick und zwei Tasten bedient. Die Spielfigur kann sowohl stehend als auch springend und duckend Tritte oder Schläge verteilen.

## Musik
Die 3-stimmige Hintergrundmelodie des AY-3-8910 läuft in einer Endlosschleife. Daneben gibt es Melodien für Spielanfang und -ende und das Beenden eines Spielabschnitts.

## Umsetzungen / Plattformen

### Arcade-Hardware
- Original Arcade-Version (1984) Irem M-62 Hardware (3 PCBs), Data-East-Geräte tragen teils die Herstellerbezeichnung Nihon Bussan/AV Japan
- Spartan-X dito, mit japanischem Text
- Das Spiel erschien ferner als Kung Fu für das PlayChoice-10-Arcade-System (1985).
- Kung Fu Hero (unbekannter Hersteller) Arcade
- zwei weitere Bootlegs (Arcade)

### Portierungen
Die Tabelle enthält sowohl Original-Arcade-Umsetzungen als auch gleichnamige Spiele mit anderem Gameplay und anderslautende Titel mit identischem oder sehr ähnlichem Gameplay. Hinweise finden sich am Ende der Tabelle.
| Jahr | wie Irem | Plattform             | Name                                             | Original-Name                          | Entwickler             | Publisher                        | Farbpalette | Datenträger        | Besonderheiten                                                 | Quelle |
| ---- | -------- | --------------------- | ------------------------------------------------ | -------------------------------------- | ---------------------- | -------------------------------- | ----------- | ------------------ | -------------------------------------------------------------- | ------ |
| 1983 |          | MSX (Spectravideo)    | Kung Fu Master                                   | クンフーマスター                       | ASCII                  | Mass Tael Ltd.                   | 16          | Kassette           | vertikal scrollend                                             | [ 2 ]  |
| 1984 | x        | Arcade                | Spartan X/Kung-Fu Master                         | スパルタンX                            | Irem                   | Irem, Data East                  | 512         | ROMs               | Original-Arcade-Version                                        |        |
| 1984 |          | ZX Spectrum           | Kung Fu                                          | Kung Fu                                | Bug-Byte               | Bug-Byte                         | 8           | Kassette           | Zweikampf                                                      | [ 3 ]  |
| 1984 | x        | Atari 2600/VCS        | Kung-Fu Master                                   | Kung-Fu Master                         | Activision             | Activision, HES                  | 128         | Cartridge          | 4 Veröffentlichungen, eine 1987                                | [ 4 ]  |
| 1985 |          | MSX                   | Spartan X                                        | スパルタンX                            | Pony Canyon            | Pony Canyon                      | 16          | Kassette           | Multigenre, basiert auf Powerman-Film                          | [ 5 ]  |
| 1985 | x        | Arcade/PlayChoice-10  | Kung Fu                                          | カンフー                               | Irem                   | Nintendo                         | 52          | ROMs               | カンゲ・フー (KLOV), Zweitmonitor                              |        |
| 1985 | x        | NES                   | Kung Fu                                          | カンフー                               | Nintendo               | Nintendo                         | 52          | Cartridge          | wie PlayChoice, ohne Zweitmonitor                              |        |
| 1985 | x        | MSX                   | Kung-fu acho/Seiken acho/Irem Karate             | 聖拳アチョー                           | Irem, ASCII            | Irem/ASCII, Clover (Korea, 1987) | 16          | Cartridge          |                                                                | [ 6 ]  |
| 1985 | x        | C64                   | Kung-Fu Master                                   | Kung-Fu Master                         | Berkeley Softworks     | U.S. Gold, HES                   | 16          | Kassette, Diskette |                                                                |        |
| 1985 | x        | Apple II e            | Kung-Fu Master                                   | Kung-Fu Master                         | Berkeley Softworks     | Data East                        | 8           | Diskette           | Rückseite der C64-Disk                                         |        |
| 1985 | x        | SG-1000               | Dragon Wang                                      | ドラゴンワン                           | Sega                   | Sega                             | 16          | Cartridge          | Löcher in Decken statt Treppe                                  | [ 7 ]  |
| 1985 |          | Epoch Cassette Vision | (Nekketsu) Kung-Fu Road                          | 熱血カンフーロード                     | Epoch                  | Yeno/Epoch                       | 16          | Cartridge          | teils ähnlich, innen und außen                                 | [ 8 ]  |
| 1986 | x        | ZX Spectrum 48K       | Kung-Fu Master                                   | Kung-Fu Master                         | U.S. Gold              | U.S. Gold                        | 8           | Kassette           |                                                                | [ 9 ]  |
| 1986 | x        | Amstrad CPC           | Kung-Fu Master                                   | Kung-Fu Master                         | Choice Software        | U.S. Gold                        | 16          | Kassette           | Aufzug statt Treppe                                            |        |
| 1986 |          | Sega Master System    | Black Belt/Hokuto no Ken                         | 北斗の拳                               | Sega                   | Sega                             | 64          | Cartridge          | teils ähnlich, indiziert                                       |        |
| 1989 | x        | Atari 7800            | Kung-Fu Master                                   | Kung-Fu Master                         | Absolute Entertainment | HES                              | 128         | Cartridge          |                                                                |        |
| 1990 |          | Game Boy              | Kung-Fu Master                                   | Spartan X                              | Irem                   | Nintendo                         | 4           | Cartridge          | 4 Graustufen auf Original GB                                   |        |
| 1990 |          | NES                   | Jackie Chan’s Action Kung Fu                     | ジャッキーチェン                       | Now Productions        | Hudson Soft                      | 52          | Cartridge          |                                                                | [ 10 ] |
| 1991 |          | NES                   | Spartan X 2                                      | スパルタンX 2                          | Irem                   | Irem                             | 52          | Cartridge          |                                                                |        |
| 1995 |          | Arcade                | The Kung-Fu Master Jackie Chan/Fists of Fire     | ジャッキー・チェン、ジャッキー・チェン | Kaneko                 | Kaneko                           | 32768       | ROMs               | digitalisierte Charaktere                                      | [ 11 ] |
| 1996 | x        | Sega Saturn           | Spartan X (auf Irem Arcade Classics)             | スパルタンX                            | Irem                   | I’Max                            | 512         | CD-ROM             |                                                                | [ 12 ] |
| 1996 | x        | PlayStation           | Spartan X (auf Irem Arcade Classics)             | スパルタンX                            | Irem                   | I’Max                            | 512         | CD-ROM             |                                                                | [ 13 ] |
| 2001 |          | GBA                   | Jackie Chan Adventures: Legends of the Dark Hand | ジャッキー・チェン アドベンチャーズ    | Torus Games            | Activision                       | 32768       | Cartridge          | basiert auf Zeichentrickserie, auch auf PS2 (anderes Gameplay) | [ 14 ] |
| 2009 | x        | Windows               | Kung Fu II                                       | Kung Fu II                             | The Games Page         | The Games Page                   | 52          | Download           | Fanprojekt                                                     | [ 15 ] |
| 2010 | x        | Windows, Mac          | Kung-Fu Master (auf Irem Arcade Hits)            |                                        | Irem                   | DotEmu                           | 512         | DVD-ROM            | Original-Arcade-Version                                        |        |
| 2011 | x        | Android               | Kung Pow                                         | Kung Pow                               | PhunDroid              | div.                             | 512         | Download           | Touchscreen, andere Musik                                      | [ 16 ] |
| 2013 | x        | Android, iOS          | KungFu Quest: The Jade Tower                     |                                        | IPlayAllDay            | App Store                        |             | Download           | 37 Lvl, 8 Bosse, Upgrades z. .B Kleidung                       | [ 17 ] |

Weitere Spiele, insbesondere namens Kung Fu, und auch Fanprojekte existieren zusätzlich.
Anmerkungen:
- Jahr: Es gibt teils widersprüchliche Angaben zu den Veröffentlichungsdaten. Viele Spiele wurden mehrfach, meist von unterschiedlichen Publishern, für dieselbe Plattform neu aufgelegt. Siehe insbesondere die Hinweise zum Atari-2600-Spiel.
- Wie Irem: Angekreuzt sind Spiele mit (nahezu) identischem Gameplay der Arcade-Version.
- Farbpalette: Die Farbpalette beschreibt die Auswahl an zur Verfügung stehenden Farben und nicht die tatsächlich eingesetzten.
- Quelle: Angegeben sind nur Quellen, die nicht bereits über die in den Weblinks angegebenen Datenbanken (MobyGames und KLOV) einsehbar sind, oder davon abweichen.
- Atari 2600: Es sind derzeit vier, teils seltene Module bekannt. Oft wird die Activision-Version mit 1987 angegeben. Die anderen drei, eine davon von HES aus Australien, sollen 1984 erschienen sein. Zwei Aufkleber (s. Beleg) deuten darauf hin. Möglicherweise handelt es sich um Prototypen oder eine Anpassung des Copyrights an die Irem-Version.
- Game Boy: Offiziell zur Serie gehörend, jedoch anderes Gameplay (spielt außerhalb, 6 Level, Spieler kann Bomben werfen). Vier Graustufen, bzw. vier wählbare Farben auf dem Game Boy Color.
- NES Spartan X 2: Erweitertes Gameplay, spielt hauptsächlich außerhalb, insbesondere auf Zügen, Laufrichtung nur rechts. Ähnelt Vigilante und Double Dragon.
- Sega Saturn/PS (Irem Arcade Classics/アイレムアーケードクラシックス): Kompilation mit zwei weiteren Spielen. Einzige 1:1-Umsetzung (mit geringen, systembedingten Anpassungen).
- Sega Master System: Black Belt/Hokuto-no-Ken-Serie basiert auf Manga Fist of the North Star. Gleiche Handlung wie Kung-Fu Master, teils sehr ähnlich, jedoch Laufrichtung nach rechts, keine Treppen, innerhalb und außerhalb, in Deutschland indiziert.

## Infos

### Nachfolgespiele
- (Arcade): Super Kung-Fu Master / Super Spartan X / Kung-Fu Master 2 (Prototyp 1985) entwickelt, 2015 aufgetaucht[18]
- (Arcade): Vigilante (3/1988)
- (Nintendo Famicom): Spartan X 2 (1991)

### Filme
Obwohl das Spiel auf Japanisch Spartan X heißt, hat es mit dem Film Spartan X (dt. Powerman, engl. Wheels on Meals) nur den Titel und die Namen der Charaktere gemein.
Das Spiel basiert hauptsächlich auf Bruce Lees Mein letzter Kampf (Game of Death): Auch dort gibt es eine 5-stöckige Pagode, den Riesen Kareem Abdul-Jabbar und die Entführung Sylvias. Im Film Bruce's Finger (1964, auf Bruce Lee: Best of the Best) sieht man den Entführerbrief und eine Frau im roten Kleid am Stuhl gefesselt.
Im Film Goodbye, Bruce Lee: Sein letztes Spiel mit dem Tod (1975 mit Bruce Li, nicht Lee) gibt es eine 7-stöckige Pagode. Hier sieht man die roten Säulen (Farbe verändert sich in den oberen Levels: dreimal rot, zweimal braun, zweimal schwarz) und die Deckenleiste, die in diesem Spiel sehr ähnlich sind.
Das Arcade-Spiel ist zu sehen in dem Film Die Zeit mit Julien (Kung-Fu master!).

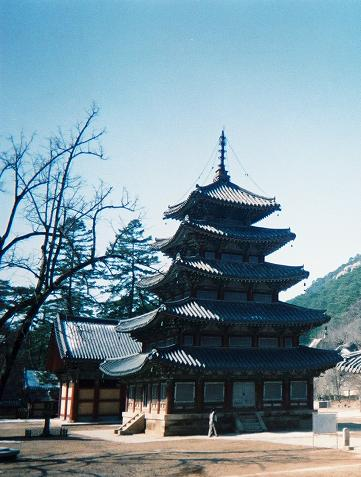
Palsangjeon Pagode / Beopjusa, Filmkulisse von Game of Death 1972

### Ort der Pagode
Die Pagode ist der Buddhistentempel Beopjusa in Chungcheongbuk-do, Südkorea. Siehe: Bruce Lee, Der Weg eines Kämpfers/A Warrior's Journey (Mein letzter Kampf Doku, 2000 mit neuen Ausschnitten, die 27 Jahre nach dem Tod gefunden wurden.)
Im Film hat Bruce Lee vier Mitkämpfer, von denen pro Etage einer stirbt, bis er oben alleine kämpft.
Level 1 heißt Hall of the Tiger. Der Endgegner ist Master of the Escrima (philippinischer Stockkampf, geplanter Schauspieler: Dan Inosanto)
Level 2 heißt Floor of the Praying Mantis (Gottesanbeterin). Die ersten beiden Levels hat Bruce Lee nicht gedreht. Es startet mit dem 3. (Stockkämpfer), der im Spiel der erste ist. Der 5. Level (Riese Kareem) ist daher der dritte im Spiel.
Level 4 heißt Red Area. Der Kampfstil dort heißt Hapkido und wird von dem Schauspieler Ji Han Jae dargestellt.